# Interlands Noors voetbalelftal 1930-1939
Deze pagina toont een chronologisch en gedetailleerd overzicht van de interlands die het Noors voetbalelftal heeft gespeeld in de periode 1930 – 1939.

## Interlands

### 1930
|                                                                               |                                                                          |       |                                   |                                                                             |
| 1 juni Noords Kampioenschap 1929/32 № 81 «onderlinge duels» 13:00 uur (UTC+1) | Noorwegen                                                                | 6 – 2 | Finland                           | Ullevaalstadion, Oslo Toeschouwers: 13.000 Scheidsrechter: Otto Remke (DEN) |
| 1 juni Noords Kampioenschap 1929/32 № 81 «onderlinge duels» 13:00 uur (UTC+1) | Harald Pettersen 12' Jørgen Juve 27', 42', 66' Morten Pettersen 30', 88' |       | 66' Sulo Saario 82' Gunnar Åström | Ullevaalstadion, Oslo Toeschouwers: 13.000 Scheidsrechter: Otto Remke (DEN) |

|                                                                     |                                      |       |             |                                                                                |
| 19 juni Vriendschappelijk № 82 «onderlinge duels» 19:30 uur (UTC+1) | Noorwegen                            | 3 – 0 | Zwitserland | Ullevaalstadion, Oslo Toeschouwers: 17.000 Scheidsrechter: Alfred Birlem (GER) |
| 19 juni Vriendschappelijk № 82 «onderlinge duels» 19:30 uur (UTC+1) | Jørgen Juve 5', 81' Israel Krupp 88' |       |             | Ullevaalstadion, Oslo Toeschouwers: 17.000 Scheidsrechter: Alfred Birlem (GER) |

|                                                                               |                                                               |       |                           |                                                                                     |
| 6 juli Noords Kampioenschap 1929/32 № 83 «onderlinge duels» 14:00 uur (UTC+1) | Zweden                                                        | 6 – 3 | Noorwegen                 | Olympisch Stadion, Stockholm Toeschouwers: 18.000 Scheidsrechter: Jan De Wolf (NED) |
| 6 juli Noords Kampioenschap 1929/32 № 83 «onderlinge duels» 14:00 uur (UTC+1) | Harry Lundahl 5', 13', 48' Albin Dahl 44' Knut Kroon 29', 56' |       | 16', 42', 47' Jørgen Juve | Olympisch Stadion, Stockholm Toeschouwers: 18.000 Scheidsrechter: Jan De Wolf (NED) |

|                                                                                     |                   |       |            |                                                                                     |
| 21 september Noords Kampioenschap 1929/32 № 84 «onderlinge duels» 13:00 uur (UTC+1) | Noorwegen         | 1 – 0 | Denemarken | Ullevaalstadion, Oslo Toeschouwers: 27.000 Scheidsrechter: Harvid Abrahamsson (SWE) |
| 21 september Noords Kampioenschap 1929/32 № 84 «onderlinge duels» 13:00 uur (UTC+1) | Kåre Kongsvik 82' |       |            | Ullevaalstadion, Oslo Toeschouwers: 27.000 Scheidsrechter: Harvid Abrahamsson (SWE) |

|                                                                        |                   |       |                |                                                                                                  |
| 2 november Vriendschappelijk № 85 «onderlinge duels» 14:30 uur (UTC+1) | Duitsland         | 1 – 1 | Noorwegen      | Schlesierkampfbahn im Sportpark, Breslau Toeschouwers: 41.000 Scheidsrechter: Hans Boekman (NED) |
| 2 november Vriendschappelijk № 85 «onderlinge duels» 14:30 uur (UTC+1) | Richard Hanke 55' |       | 72' Alf Nilsen | Schlesierkampfbahn im Sportpark, Breslau Toeschouwers: 41.000 Scheidsrechter: Hans Boekman (NED) |

### 1931
|                                                                               |                          |       |                                                |                                                                                           |
| 25 mei Noords Kampioenschap 1929/32 № 86 «onderlinge duels» 13:30 uur (UTC+1) | Denemarken               | 3 – 1 | Noorwegen                                      | Københavns Idrætspark, Kopenhagen Toeschouwers: 25.000 Scheidsrechter: Willy Guyenz (GER) |
| 25 mei Noords Kampioenschap 1929/32 № 86 «onderlinge duels» 13:30 uur (UTC+1) | Pauli Jørgensen 69', 73' |       | 43' Jørgen Juve 84' (pen.) Knud Christophersen | Københavns Idrætspark, Kopenhagen Toeschouwers: 25.000 Scheidsrechter: Willy Guyenz (GER) |

|                                                                     |                   |       |                                     |                                                                              |
| 21 juni Vriendschappelijk № 87 «onderlinge duels» 19:00 uur (UTC+1) | Noorwegen         | 2 – 2 | Duitsland                           | Ullevaalstadion, Oslo Toeschouwers: 17.000 Scheidsrechter: Ivan Eklind (SWE) |
| 21 juni Vriendschappelijk № 87 «onderlinge duels» 19:00 uur (UTC+1) | Sten Moe 25', 61' |       | 1' osef Bergmaier 60' Hannes Ludwig | Ullevaalstadion, Oslo Toeschouwers: 17.000 Scheidsrechter: Ivan Eklind (SWE) |

|                                                                                    |                                                           |       |                                                                             |                                                                                   |
| 6 september Noords Kampioenschap 1929/32 № 88 «onderlinge duels» 15:15 uur (UTC+2) | Finland                                                   | 4 – 4 | Noorwegen                                                                   | Töölön Pallokenttä, Helsinki Toeschouwers: 700 Scheidsrechter: Knut Lensing (SWE) |
| 6 september Noords Kampioenschap 1929/32 № 88 «onderlinge duels» 15:15 uur (UTC+2) | William Kanerva 3' Holger Salin 5' Gunnar Åström 49', 75' |       | 9' Arne Børresen 24' Finn Johannesen 32' Morten Pettersen 56' Leif Børresen | Töölön Pallokenttä, Helsinki Toeschouwers: 700 Scheidsrechter: Knut Lensing (SWE) |

|                                                                                     |                                   |       |                   |                                                                                   |
| 27 september Noords Kampioenschap 1929/32 № 89 «onderlinge duels» 13:15 uur (UTC+1) | Noorwegen                         | 2 – 1 | Zweden            | Ullevaalstadion, Oslo Toeschouwers: 28.208 Scheidsrechter: Karl Weingärtner (GER) |
| 27 september Noords Kampioenschap 1929/32 № 89 «onderlinge duels» 13:15 uur (UTC+1) | Einar Andersen 9' Jørgen Juve 38' |       | 71' Evert Hansson | Ullevaalstadion, Oslo Toeschouwers: 28.208 Scheidsrechter: Karl Weingärtner (GER) |

### 1932
|                                                                    |                                          |       |         |                                                                                |
| 5 juni Vriendschappelijk № 90 «onderlinge duels» 19:00 uur (UTC+1) | Noorwegen                                | 3 – 0 | Estland | Ullevaalstadion, Oslo Toeschouwers: 13.000 Scheidsrechter: Yrjö Tuhkunen (FIN) |
| 5 juni Vriendschappelijk № 90 «onderlinge duels» 19:00 uur (UTC+1) | Jørgen Juve 12', 20' Ragnar Pedersen 45' |       |         | Ullevaalstadion, Oslo Toeschouwers: 13.000 Scheidsrechter: Yrjö Tuhkunen (FIN) |

|                                                                                |                          |       |                    |                                                                              |
| 17 juni Noords Kampioenschap 1929/32 № 91 «onderlinge duels» 19:30 uur (UTC+1) | Noorwegen                | 2 – 1 | Finland            | Ullevaalstadion, Oslo Toeschouwers: 18.000 Scheidsrechter: Carl Olsson (SWE) |
| 17 juni Noords Kampioenschap 1929/32 № 91 «onderlinge duels» 19:30 uur (UTC+1) | Finn Johannesen 20', 51' |       | 35' Ernst Grönlund | Ullevaalstadion, Oslo Toeschouwers: 18.000 Scheidsrechter: Carl Olsson (SWE) |

|                                                                               |                               |       |                                       |                                                                                     |
| 1 juli Noords Kampioenschap 1929/32 № 92 «onderlinge duels» 19:15 uur (UTC+1) | Zweden                        | 1 – 4 | Noorwegen                             | Gamla Ullevi, Göteborg Toeschouwers: 22.108 Scheidsrechter: Raphaël Van Praag (BEL) |
| 1 juli Noords Kampioenschap 1929/32 № 92 «onderlinge duels» 19:15 uur (UTC+1) | Karl Erik Holmberg 39' (pen.) |       | 8', 53', 76' Jørgen Juve 69' Sten Moe | Gamla Ullevi, Göteborg Toeschouwers: 22.108 Scheidsrechter: Raphaël Van Praag (BEL) |

|                                                                                     |                 |       |                                      |                                                                           |
| 25 september Noords Kampioenschap 1929/32 № 93 «onderlinge duels» 13:15 uur (UTC+1) | Noorwegen       | 1 – 2 | Denemarken                           | Ullevaalstadion, Oslo Toeschouwers: 32.400 Scheidsrechter: Reg Rudd (ENG) |
| 25 september Noords Kampioenschap 1929/32 № 93 «onderlinge duels» 13:15 uur (UTC+1) | Jørgen Juve 69' |       | 35' Pauli Jørgensen 61' Henry Hansen | Ullevaalstadion, Oslo Toeschouwers: 32.400 Scheidsrechter: Reg Rudd (ENG) |

### 1933
|                                                                    |                    |       |                         |                                                                        |
| 28 mei Vriendschappelijk № 94 «onderlinge duels» 13:00 uur (UTC+1) | Noorwegen          | 1 – 2 | Wales                   | Brannstadion, Bergen Toeschouwers: 4000 Scheidsrechter: Reg Rudd (ENG) |
| 28 mei Vriendschappelijk № 94 «onderlinge duels» 13:00 uur (UTC+1) | Helge Helgesen 29' |       | S Jones pen.' W Foulkes | Brannstadion, Bergen Toeschouwers: 4000 Scheidsrechter: Reg Rudd (ENG) |

|                                                                                |                                       |       |                                         |                                                                                          |
| 11 juni Noords Kampioenschap 1933/36 № 95 «onderlinge duels» 13:30 uur (UTC+1) | Denemarken                            | 2 – 2 | Noorwegen                               | Københavns Idrætspark, Kopenhagen Toeschouwers: 28.000 Scheidsrechter: Ivan Eklind (SWE) |
| 11 juni Noords Kampioenschap 1933/36 № 95 «onderlinge duels» 13:30 uur (UTC+1) | Eigil Thielsen 14' Eigil Thielsen 35' |       | 33' Ragnar Pedersen 37' Ragnar Pedersen | Københavns Idrætspark, Kopenhagen Toeschouwers: 28.000 Scheidsrechter: Ivan Eklind (SWE) |

|                                                                     |                                                        |       |                                     |                                                                              |
| 20 juni Vriendschappelijk № 96 «onderlinge duels» 19:30 uur (UTC+1) | Noorwegen                                              | 4 – 2 | Hongarije                           | Ullevaalstadion, Oslo Toeschouwers: 12.000 Scheidsrechter: Carl Olsson (SWE) |
| 20 juni Vriendschappelijk № 96 «onderlinge duels» 19:30 uur (UTC+1) | Jørgen Juve 3', 57' Birger Steen 38' Sverre Hansen 85' |       | Istvan Reiter pen.' Dr Jozsef Solti | Ullevaalstadion, Oslo Toeschouwers: 12.000 Scheidsrechter: Carl Olsson (SWE) |

|                                                                                    |                   |       |                                                                      |                                                                                      |
| 3 september Noords Kampioenschap 1933/36 № 97 «onderlinge duels» 13:00 uur (UTC+2) | Finland           | 1 – 5 | Noorwegen                                                            | Töölön Pallokenttä, Helsinki Toeschouwers: 6.271 Scheidsrechter: Gustaf Ekberg (SWE) |
| 3 september Noords Kampioenschap 1933/36 № 97 «onderlinge duels» 13:00 uur (UTC+2) | Gunnar Åström 32' |       | 20', 36', 46' Jørgen Juve 49' (e.d.) Max Viinioksa 83' Sverre Hansen | Töölön Pallokenttä, Helsinki Toeschouwers: 6.271 Scheidsrechter: Gustaf Ekberg (SWE) |

|                                                                                     |           |                  |        |                                                                               |
| 24 september Noords Kampioenschap 1933/36 № 98 «onderlinge duels» 13:15 uur (UTC+1) | Noorwegen | 0 – 1            | Zweden | Ullevaalstadion, Oslo Toeschouwers: 33.000 Scheidsrechter: Peter Yssing (DEN) |
| 24 september Noords Kampioenschap 1933/36 № 98 «onderlinge duels» 13:15 uur (UTC+1) |           | 55' Gösta Dunker |        | Ullevaalstadion, Oslo Toeschouwers: 33.000 Scheidsrechter: Peter Yssing (DEN) |

|                                                                        |                                    |       |                                    | |
| 5 november Vriendschappelijk № 99 «onderlinge duels» 14:30 uur (UTC+1) | Duitsland                          | 2 – 2 | Noorwegen                          | Sportplatz am Gübser Damm, Maagdenburg Toeschouwers: 40.000 Scheidsrechter: Joop van Moorsel (NED) |
| 5 november Vriendschappelijk № 99 «onderlinge duels» 14:30 uur (UTC+1) | Ernst Albrecht 8' Karl Hohmann 33' |       | 63' Arthur Kvammen 68' Jørgen Juve | Sportplatz am Gübser Damm, Maagdenburg Toeschouwers: 40.000 Scheidsrechter: Joop van Moorsel (NED) |

### 1934
|                                                                     |                                                                     |       |            |                                                                                |
| 8 juni Vriendschappelijk № 100 «onderlinge duels» 19:30 uur (UTC+1) | Noorwegen                                                           | 4 – 0 | Oostenrijk | Ullevaalstadion, Oslo Toeschouwers: 20.000 Scheidsrechter: Gustaf Ekberg (SWE) |
| 8 juni Vriendschappelijk № 100 «onderlinge duels» 19:30 uur (UTC+1) | Jørgen Juve 4' (pen.) Sverre Berglie 15', 75' Thorleif Svendsen 48' |       |            | Ullevaalstadion, Oslo Toeschouwers: 20.000 Scheidsrechter: Gustaf Ekberg (SWE) |

|                                                                                |                                                                |       |                                                                       |                                                                                       |
| 1 juli Noords Kampioenschap 1933/36 № 101 «onderlinge duels» 19:00 uur (UTC+1) | Zweden                                                         | 3 – 3 | Noorwegen                                                             | Olympisch Stadion, Stockholm Toeschouwers: 20.000 Scheidsrechter: Sophus Hansen (DEN) |
| 1 juli Noords Kampioenschap 1933/36 № 101 «onderlinge duels» 19:00 uur (UTC+1) | Emil Karlsson 5' Sven Andersson 13' (pen.) Bertil Ericsson 55' |       | 17' (pen.) Morten Pettersen 29' Thorleif Svendsen 38' Birger Pedersen | Olympisch Stadion, Stockholm Toeschouwers: 20.000 Scheidsrechter: Sophus Hansen (DEN) |

|                                                                                     |                                                              |       |                                     |                                                                               |
| 2 september Noords Kampioenschap 1933/36 № 102 «onderlinge duels» 13:15 uur (UTC+1) | Noorwegen                                                    | 4 – 2 | Finland                             | Ullevaalstadion, Oslo Toeschouwers: 15.000 Scheidsrechter: Einer Ulrich (DEN) |
| 2 september Noords Kampioenschap 1933/36 № 102 «onderlinge duels» 13:15 uur (UTC+1) | Sverre Berglie 15', 21' Reidar Kvammen 24' Sverre Hansen 26' |       | 27' Abbe Lönnberg 67' Abbe Lönnberg | Ullevaalstadion, Oslo Toeschouwers: 15.000 Scheidsrechter: Einer Ulrich (DEN) |

|                                                                                      |                                           |       |                    |                                                                              |
| 23 september Noords Kampioenschap 1933/36 № 103 «onderlinge duels» 13:15 uur (UTC+1) | Noorwegen                                 | 3 – 1 | Denemarken         | Ullevaalstadion, Oslo Toeschouwers: 29.000 Scheidsrechter: Ivan Eklind (SWE) |
| 23 september Noords Kampioenschap 1933/36 № 103 «onderlinge duels» 13:15 uur (UTC+1) | Sverre Berglie 62' Sverre Hansen 78', 88' |       | 57' Carl Lundsteen | Ullevaalstadion, Oslo Toeschouwers: 29.000 Scheidsrechter: Ivan Eklind (SWE) |

### 1935
|                                                                     |                                      |       |           |                                                                                   |
| 31 mei Vriendschappelijk № 104 «onderlinge duels» 19:30 uur (UTC+1) | Noorwegen                            | 2 – 0 | Hongarije | Ullevaalstadion, Oslo Toeschouwers: 12.800 Scheidsrechter: Ragnar Bäckström (SWE) |
| 31 mei Vriendschappelijk № 104 «onderlinge duels» 19:30 uur (UTC+1) | Sverre Hansen 6' Birger Pedersen 87' |       |           | Ullevaalstadion, Oslo Toeschouwers: 12.800 Scheidsrechter: Ragnar Bäckström (SWE) |

|                                                                                 |                          |       |           |                                                                                           |
| 23 juni Noords Kampioenschap 1933/36 № 105 «onderlinge duels» 13:30 uur (UTC+1) | Denemarken               | 1 – 0 | Noorwegen | Københavns Idrætspark, Kopenhagen Toeschouwers: 28.000 Scheidsrechter: Esko Pekonen (FIN) |
| 23 juni Noords Kampioenschap 1933/36 № 105 «onderlinge duels» 13:30 uur (UTC+1) | Thøger Nordbø 28' (e.d.) |       |           | Københavns Idrætspark, Kopenhagen Toeschouwers: 28.000 Scheidsrechter: Esko Pekonen (FIN) |

|                                                                      |                 |       |              |                                                                                 |
| 27 juni Vriendschappelijk № 106 «onderlinge duels» 19:30 uur (UTC+1) | Noorwegen       | 1 – 1 | Duitsland    | Ullevaalstadion, Oslo Toeschouwers: 22.000 Scheidsrechter: Sölve Flisberg (SWE) |
| 27 juni Vriendschappelijk № 106 «onderlinge duels» 19:30 uur (UTC+1) | August Lenz 56' |       | 64' Odd Hoel | Ullevaalstadion, Oslo Toeschouwers: 22.000 Scheidsrechter: Sölve Flisberg (SWE) |

|                                                                                     |                  |       |                                                             |                                                                                        |
| 8 september Noords Kampioenschap 1933/36 № 107 «onderlinge duels» 13:00 uur (UTC+1) | Finland          | 1 – 5 | Noorwegen                                                   | Töölön Pallokenttä, Helsinki Toeschouwers: 6.557 Scheidsrechter: Ivar Gustafsson (SWE) |
| 8 september Noords Kampioenschap 1933/36 № 107 «onderlinge duels» 13:00 uur (UTC+1) | Pentti Larvo 28' |       | 23', 52', 62' Odd Hoel 68' Carl Jamissen 88' Reidar Kvammen | Töölön Pallokenttä, Helsinki Toeschouwers: 6.557 Scheidsrechter: Ivar Gustafsson (SWE) |

|                                                                                      |           |                                      |        |                                                                              |
| 22 september Noords Kampioenschap 1933/36 № 108 «onderlinge duels» 13:15 uur (UTC+1) | Noorwegen | 0 – 2                                | Zweden | Ullevaalstadion, Oslo Toeschouwers: 35.495 Scheidsrechter: Poul Dreiøe (DEN) |
| 22 september Noords Kampioenschap 1933/36 № 108 «onderlinge duels» 13:15 uur (UTC+1) |           | 42' Axel Nilsson 77' Karl Erik Grahn |        | Ullevaalstadion, Oslo Toeschouwers: 35.495 Scheidsrechter: Poul Dreiøe (DEN) |

|                                                                         |                                   |       |           |                                                                              |
| 3 november Vriendschappelijk № 109 «onderlinge duels» 14:30 uur (UTC+1) | Zwitserland                       | 2 – 0 | Noorwegen | Hardturm, Zürich Toeschouwers: 24.000 Scheidsrechter: Karl Weingärtner (GER) |
| 3 november Vriendschappelijk № 109 «onderlinge duels» 14:30 uur (UTC+1) | Adolf Stelzer 59' Willy Jäggi 73' |       |           | Hardturm, Zürich Toeschouwers: 24.000 Scheidsrechter: Karl Weingärtner (GER) |

### 1936
|                                                                      |           |                                   |             |                                                                              |
| 18 juni Vriendschappelijk № 110 «onderlinge duels» 19:30 uur (UTC+1) | Noorwegen | 1 – 2                             | Zwitserland | Ullevaalstadion, Oslo Toeschouwers: 15.000 Scheidsrechter: Otto Olsson (SWE) |
| 18 juni Vriendschappelijk № 110 «onderlinge duels» 19:30 uur (UTC+1) |           | 38' Max Abegglen 70' Max Abegglen |             | Ullevaalstadion, Oslo Toeschouwers: 15.000 Scheidsrechter: Otto Olsson (SWE) |

|                                                                                |                        |       |           |                                                                               |
| 5 juli Noords Kampioenschap 1933/36 № 111 «onderlinge duels» 13:00 uur (UTC+1) | Zweden                 | 2 – 0 | Noorwegen | Gamla Ullevi, Göteborg Toeschouwers: 21.627 Scheidsrechter: Louis Baert (BEL) |
| 5 juli Noords Kampioenschap 1933/36 № 111 «onderlinge duels» 13:00 uur (UTC+1) | Sven Jonasson 25', 36' |       |           | Gamla Ullevi, Göteborg Toeschouwers: 21.627 Scheidsrechter: Louis Baert (BEL) |

|                                                                      |                                                |       |                                                                      |                                                                                          |
| 26 juli Vriendschappelijk № 112 «onderlinge duels» 18:30 uur (UTC+1) | Zweden                                         | 3 – 4 | Noorwegen                                                            | Olympisch Stadion, Stockholm Toeschouwers: 20.000 Scheidsrechter: Karl Weingärtner (GER) |
| 26 juli Vriendschappelijk № 112 «onderlinge duels» 18:30 uur (UTC+1) | Erik Persson 15', 66' Sven Jonasson 88' (pen.) |       | 17' (pen.) Reidar Kvammen 29' Magnar Isaksen 43', 65' Reidar Kvammen | Olympisch Stadion, Stockholm Toeschouwers: 20.000 Scheidsrechter: Karl Weingärtner (GER) |

| Olympische Spelen 1936 |
| ---------------------- |

|                                                                                        |                                                            |       |         |                                                                                   |
| 3 augustus Olympische Spelen Achtste finale № 113 «onderlinge duels» 17:30 uur (UTC+1) | Noorwegen                                                  | 4 – 0 | Turkije | Mommsenstadion, Berlijn Toeschouwers: 8.000 Scheidsrechter: Giuseppe Scarpi (ITA) |
| 3 augustus Olympische Spelen Achtste finale № 113 «onderlinge duels» 17:30 uur (UTC+1) | Alf Martinsen 30' (70) Arne Brustad 53' Reidar Kvammen 80' |       |         | Mommsenstadion, Berlijn Toeschouwers: 8.000 Scheidsrechter: Giuseppe Scarpi (ITA) |

|                                                                                     |           |                        |           |                                                                               |
| 7 augustus Olympische Spelen Kwartfinale № 114 «onderlinge duels» 17:30 uur (UTC+1) | Duitsland | 0 – 2                  | Noorwegen | Poststadion, Berlijn Toeschouwers: 35.000 Scheidsrechter: Arthur Barton (ENG) |
| 7 augustus Olympische Spelen Kwartfinale № 114 «onderlinge duels» 17:30 uur (UTC+1) |           | 7', 83' Magnar Isaksen |           | Poststadion, Berlijn Toeschouwers: 35.000 Scheidsrechter: Arthur Barton (ENG) |

|                                                                                       |                                       |              |                  |                                                                                |
| 10 augustus Olympische Spelen Halve finale № 115 «onderlinge duels» 17:00 uur (UTC+1) | Italië                                | 2 – 1 (n.v.) | Noorwegen        | Olympiastadion, Berlijn Toeschouwers: 95.000 Scheidsrechter: Pál Hertzka (HUN) |
| 10 augustus Olympische Spelen Halve finale № 115 «onderlinge duels» 17:00 uur (UTC+1) | Alfonso Negro 15' Annibale Frossi 96' |              | 58' Arne Brustad | Olympiastadion, Berlijn Toeschouwers: 95.000 Scheidsrechter: Pál Hertzka (HUN) |

|                                                                                         |                            |       |                                     |                                                                                  |
| 13 augustus Olympische Spelen Bronzen finale № 116 «onderlinge duels» 16:00 uur (UTC+1) | Noorwegen                  | 3 – 2 | Polen                               | Olympiastadion, Berlijn Toeschouwers: 95.000 Scheidsrechter: Alfred Birlem (GER) |
| 13 augustus Olympische Spelen Bronzen finale № 116 «onderlinge duels» 16:00 uur (UTC+1) | Arne Brustad 15', 21', 84' |       | 5' Gerard Wodarz 24' Teodor Peterek | Olympiastadion, Berlijn Toeschouwers: 95.000 Scheidsrechter: Alfred Birlem (GER) |

|  |  |  |  |  |  |  |  |  |

|                                                                                     |           |                                      |         |                                                                             |
| 6 september Noords Kampioenschap 1933/36 № 117 «onderlinge duels» 13:15 uur (UTC+1) | Noorwegen | 0 – 2                                | Finland | Ullevaalstadion, Oslo Toeschouwers: 17.000 Scheidsrechter: Otto Remke (DEN) |
| 6 september Noords Kampioenschap 1933/36 № 117 «onderlinge duels» 13:15 uur (UTC+1) |           | 3' Kurt Weckström 48' Aatos Lehtonen |         | Ullevaalstadion, Oslo Toeschouwers: 17.000 Scheidsrechter: Otto Remke (DEN) |

|                                                                                      |                                                   |       |                                                                  |                                                                                   |
| 20 september Noords Kampioenschap 1933/36 № 118 «onderlinge duels» 13:15 uur (UTC+1) | Noorwegen                                         | 3 – 3 | Denemarken                                                       | Ullevaalstadion, Oslo Toeschouwers: 29.000 Scheidsrechter: Karl Weingärtner (GER) |
| 20 september Noords Kampioenschap 1933/36 № 118 «onderlinge duels» 13:15 uur (UTC+1) | Arne Brustad 8' Odd Frantzen 11' Odd Frantzen 78' |       | 14' Helmuth Søbirk 49' Pauli Jørgensen 67' (pen.) Helmuth Søbirk | Ullevaalstadion, Oslo Toeschouwers: 29.000 Scheidsrechter: Karl Weingärtner (GER) |

|                                                                            |                                                    |       |                                         |                                                                                       |
| 1 november Vriendschappelijk № 119 «onderlinge duels» 14:30 uur (UTC+0:20) | Nederland                                          | 3 – 3 | Noorwegen                               | Olympisch Stadion, Amsterdam Toeschouwers: 30.000 Scheidsrechter: Alfred Birlem (GER) |
| 1 november Vriendschappelijk № 119 «onderlinge duels» 14:30 uur (UTC+0:20) | Beb Bakhuijs 46' Kick Smit 42' Charles de Bock 88' |       | 32' Alf Martinsen 72', 79' Arne Brustad | Olympisch Stadion, Amsterdam Toeschouwers: 30.000 Scheidsrechter: Alfred Birlem (GER) |

### 1937
|                                                                     |           |                                                                                                  |          |                                                                               |
| 14 mei Vriendschappelijk № 120 «onderlinge duels» 19:15 uur (UTC+1) | Noorwegen | 0 – 6                                                                                            | Engeland | Ullevaalstadion, Oslo Toeschouwers: 20.000 Scheidsrechter: Einer Ulrich (DEN) |
| 14 mei Vriendschappelijk № 120 «onderlinge duels» 19:15 uur (UTC+1) |           | 18' Alf Kirchen 38' (e.d.) Øivind Holmsen 40' Tom Galley 43', 61' Freddie Steele 85' Len Goulden |          | Ullevaalstadion, Oslo Toeschouwers: 20.000 Scheidsrechter: Einer Ulrich (DEN) |

|                                                                     |                       |       |                                           |                                                                                |
| 27 mei Vriendschappelijk № 121 «onderlinge duels» 19:15 uur (UTC+1) | Noorwegen             | 1 – 3 | Italië                                    | Ullevaalstadion, Oslo Toeschouwers: 27.000 Scheidsrechter: Alfred Birlem (GER) |
| 27 mei Vriendschappelijk № 121 «onderlinge duels» 19:15 uur (UTC+1) | William Danielsen 76' |       | 14' Giuseppe Meazza 20', 54' Silvio Piola | Ullevaalstadion, Oslo Toeschouwers: 27.000 Scheidsrechter: Alfred Birlem (GER) |

|                                                                                 |                                                                             |       |                   |                                                                                           |
| 13 juni Noords Kampioenschap 1937/47 № 122 «onderlinge duels» 19:30 uur (UTC+1) | Denemarken                                                                  | 5 – 1 | Noorwegen         | Københavns Idrætspark, Kopenhagen Toeschouwers: 22.000 Scheidsrechter: Willy Peters (GER) |
| 13 juni Noords Kampioenschap 1937/47 № 122 «onderlinge duels» 19:30 uur (UTC+1) | Eyolf Kleven 20' Helmuth Søbirk 30', 59' Kaj Hansen 64' Peder Rasmussen 89' |       | 23' Alf Martinsen | Københavns Idrætspark, Kopenhagen Toeschouwers: 22.000 Scheidsrechter: Willy Peters (GER) |

|                                                                                     |         |                                     |           |                                                                                       |
| 5 september Noords Kampioenschap 1937/47 № 123 «onderlinge duels» 12:30 uur (UTC+2) | Finland | 0 – 2                               | Noorwegen | Töölön Pallokenttä, Helsinki Toeschouwers: 7.881 Scheidsrechter: Sölve Flisberg (SWE) |
| 5 september Noords Kampioenschap 1937/47 № 123 «onderlinge duels» 12:30 uur (UTC+2) |         | 21' Alf Martinsen 53' Alf Martinsen |           | Töölön Pallokenttä, Helsinki Toeschouwers: 7.881 Scheidsrechter: Sölve Flisberg (SWE) |

|                                                                                      |                                                        |       |                                       |                                                                                |
| 19 september Noords Kampioenschap 1937/47 № 124 «onderlinge duels» 13:15 uur (UTC+1) | Noorwegen                                              | 3 – 2 | Zweden                                | Ullevaalstadion, Oslo Toeschouwers: 29.334 Scheidsrechter: Arthur Barton (ENG) |
| 19 september Noords Kampioenschap 1937/47 № 124 «onderlinge duels» 13:15 uur (UTC+1) | Arne Brustad 44' Magnar Isaksen 74' Reidar Kvammen 76' |       | 55' Georg Johansson 82' Lennart Bunke | Ullevaalstadion, Oslo Toeschouwers: 29.334 Scheidsrechter: Arthur Barton (ENG) |

|                                                                            |                         |       |                                                        |                                                                               |
| 10 oktober WK 1938 kwalificatie № 125 «onderlinge duels» 13:15 uur (UTC+1) | Noorwegen               | 3 – 2 | Ierse Vrijstaat                                        | Ullevaalstadion, Oslo Toeschouwers: 19.000 Scheidsrechter: Peco Bauwens (GER) |
| 10 oktober WK 1938 kwalificatie № 125 «onderlinge duels» 13:15 uur (UTC+1) | Reidar Kvammen 30', 69' |       | 36' Mattie Geoghegan 49' Jimmy Dunne 79' Alf Martinsen | Ullevaalstadion, Oslo Toeschouwers: 19.000 Scheidsrechter: Peco Bauwens (GER) |

|                                                                         |                             |       |           |                                                                                |
| 24 oktober Vriendschappelijk № 126 «onderlinge duels» 15:00 uur (UTC+1) | Duitsland                   | 3 – 0 | Noorwegen | Olympiastadion, Berlijn Toeschouwers: 95.000 Scheidsrechter: Percy Snape (ENG) |
| 24 oktober Vriendschappelijk № 126 «onderlinge duels» 15:00 uur (UTC+1) | Otto Siffling 19', 29', 67' |       |           | Olympiastadion, Berlijn Toeschouwers: 95.000 Scheidsrechter: Percy Snape (ENG) |

|                                                                          |                                      |       |                                                            |                                                                                |
| 7 november WK 1938 kwalificatie № 127 «onderlinge duels» 15:00 uur (UTC) | Ierse Vrijstaat                      | 3 – 3 | Noorwegen                                                  | Dalymount Park, Dublin Toeschouwers: 27.000 Scheidsrechter: Lionel Gibbs (ENG) |
| 7 november WK 1938 kwalificatie № 127 «onderlinge duels» 15:00 uur (UTC) | Jimmy Dunne 10' Kevin O'Flanagan 62' |       | 26', 33' Reidar Kvammen 49' Alf Martinsen 89' Harry Duggan | Dalymount Park, Dublin Toeschouwers: 27.000 Scheidsrechter: Lionel Gibbs (ENG) |

### 1938
|                                                                     |                  |       |         |                                                                                  |
| 31 mei Vriendschappelijk № 128 «onderlinge duels» 19:15 uur (UTC+1) | Noorwegen        | 1 – 0 | Estland | Ullevaalstadion, Oslo Toeschouwers: 19.200 Scheidsrechter: Einar Lundström (FIN) |
| 31 mei Vriendschappelijk № 128 «onderlinge duels» 19:15 uur (UTC+1) | Arne Brustad 65' |       |         | Ullevaalstadion, Oslo Toeschouwers: 19.200 Scheidsrechter: Einar Lundström (FIN) |

| Wereldkampioenschap voetbal 1938 |
| -------------------------------- |

|                                                                          |                                     |              |                  |                                                                                     |
| 5 juni WK 1938 Achtste finale № 129 «onderlinge duels» 17:00 uur (UTC+1) | Italië                              | 2 – 1 (n.v.) | Noorwegen        | Stade Vélodrome, Marseille Toeschouwers: 18.826 Scheidsrechter: Alois Beranek (AUT) |
| 5 juni WK 1938 Achtste finale № 129 «onderlinge duels» 17:00 uur (UTC+1) | Pietro Ferraris 2' Silvio Piola 94' |              | 83' Arne Brustad | Stade Vélodrome, Marseille Toeschouwers: 18.826 Scheidsrechter: Alois Beranek (AUT) |

|  |  |  |  |  |  |  |  |  |

|                                                                                 | |       |         |                                                                                   |
| 17 juni Noords Kampioenschap 1937/47 № 130 «onderlinge duels» 19:30 uur (UTC+1) | Noorwegen | 9 – 0 | Finland | Ullevaalstadion, Oslo Toeschouwers: 28.000 Scheidsrechter: Valdemar Laursen (DEN) |
| 17 juni Noords Kampioenschap 1937/47 № 130 «onderlinge duels» 19:30 uur (UTC+1) | Magnar Isaksen 3' Arne Brustad 11', 22', 25', 33' Reidar Kvammen 17' (pen.) Torkild Andersen 67' Trygve Arnesen 70' |       |         | Ullevaalstadion, Oslo Toeschouwers: 28.000 Scheidsrechter: Valdemar Laursen (DEN) |

|                                                                          |                                        |       |                  |                                                                                   |
| 4 september Vriendschappelijk № 131 «onderlinge duels» 13:15 uur (UTC+1) | Noorwegen                              | 2 – 1 | Zweden           | Ullevaalstadion, Oslo Toeschouwers: 33.098 Scheidsrechter: Valdemar Laursen (DEN) |
| 4 september Vriendschappelijk № 131 «onderlinge duels» 13:15 uur (UTC+1) | Trygve Arnesen 22' Knut Brynildsen 62' |       | 15' Knut Hansson | Ullevaalstadion, Oslo Toeschouwers: 33.098 Scheidsrechter: Valdemar Laursen (DEN) |

|                                                                                      |                    |       |                |                                                                               |
| 18 september Noords Kampioenschap 1937/47 № 132 «onderlinge duels» 13:15 uur (UTC+1) | Noorwegen          | 1 – 1 | Denemarken     | Ullevaalstadion, Oslo Toeschouwers: 33.065 Scheidsrechter: Rudolf Eklöw (SWE) |
| 18 september Noords Kampioenschap 1937/47 № 132 «onderlinge duels» 13:15 uur (UTC+1) | Trygve Arnesen 33' |       | 42' Kaj Hansen | Ullevaalstadion, Oslo Toeschouwers: 33.065 Scheidsrechter: Rudolf Eklöw (SWE) |

|                                                                                   |                                  |       |                                                       |                                                                               |
| 2 oktober Noords Kampioenschap 1937/47 № 133 «onderlinge duels» 14:00 uur (UTC+1) | Zweden                           | 2 – 3 | Noorwegen                                             | Råsundastadion, Solna Toeschouwers: 38.000 Scheidsrechter: Jimmy Jewell (ENG) |
| 2 oktober Noords Kampioenschap 1937/47 № 133 «onderlinge duels» 14:00 uur (UTC+1) | Erik Persson 27' Arne Nyberg 66' |       | 16' Arne Brustad 18' Knut Brynildsen 35' Hans Nordahl | Råsundastadion, Solna Toeschouwers: 38.000 Scheidsrechter: Jimmy Jewell (ENG) |

|                                                                         |                                        |       |                                   |                                                                                            |
| 23 oktober Vriendschappelijk № 134 «onderlinge duels» 14:00 uur (UTC+1) | Polen                                  | 2 – 2 | Noorwegen                         | Wojska Polskiegostadion, Warschau Toeschouwers: 16.000 Scheidsrechter: John Langenus (BEL) |
| 23 oktober Vriendschappelijk № 134 «onderlinge duels» 14:00 uur (UTC+1) | Ryszard Piec 73' Ernest Wilimowski 80' |       | 6' Hans Nordahl 41' Alf Martinsen | Wojska Polskiegostadion, Warschau Toeschouwers: 16.000 Scheidsrechter: John Langenus (BEL) |

|                                                                       |                                                       |       |           |                                                                                              |
| 9 november Vriendschappelijk № 135 «onderlinge duels» 14:30 uur (UTC) | Engeland                                              | 4 – 0 | Noorwegen | St. James' Park, Newcastle upon Tyne Toeschouwers: 39.887 Scheidsrechter: James Martin (SCO) |
| 9 november Vriendschappelijk № 135 «onderlinge duels» 14:30 uur (UTC) | Reggie Smith 13', 40' Ronnie Dix 20' Tommy Lawton 35' |       |           | St. James' Park, Newcastle upon Tyne Toeschouwers: 39.887 Scheidsrechter: James Martin (SCO) |

### 1939
|                                                                     |                                                           |       |                       |                                                                                   |
| 2 juni Vriendschappelijk № 136 «onderlinge duels» 19:15 uur (UTC+1) | Zweden                                                    | 3 – 2 | Noorwegen             | Råsundastadion, Solna Toeschouwers: 28.419 Scheidsrechter: Valdemar Laursen (DEN) |
| 2 juni Vriendschappelijk № 136 «onderlinge duels» 19:15 uur (UTC+1) | Fridolf Martinsson 59' Åke Andersson 69' Erik Persson 84' |       | 39', 43' Odd Frantzen | Råsundastadion, Solna Toeschouwers: 28.419 Scheidsrechter: Valdemar Laursen (DEN) |

|                                                                                                  |                   |       |        |                                                                                            |
| 14 juni Toernooi 50-jarig jubileum Deense voetbalbond № 137 «onderlinge duels» 19:00 uur (UTC+1) | Noorwegen         | 1 – 0 | Zweden | Københavns Idrætspark, Kopenhagen Toeschouwers: 18.000 Scheidsrechter: Alfred Birlem (GER) |
| 14 juni Toernooi 50-jarig jubileum Deense voetbalbond № 137 «onderlinge duels» 19:00 uur (UTC+1) | Alf Martinsen 83' |       |        | Københavns Idrætspark, Kopenhagen Toeschouwers: 18.000 Scheidsrechter: Alfred Birlem (GER) |

|                                                                                                  |                                                                                           |       |                                                      |                                                                                            |
| 18 juni Toernooi 50-jarig jubileum Deense voetbalbond № 138 «onderlinge duels» 13:30 uur (UTC+1) | Denemarken                                                                                | 6 – 3 | Noorwegen                                            | Københavns Idrætspark, Kopenhagen Toeschouwers: 37.000 Scheidsrechter: Alfred Birlem (GER) |
| 18 juni Toernooi 50-jarig jubileum Deense voetbalbond № 138 «onderlinge duels» 13:30 uur (UTC+1) | Pauli Jørgensen 3', 54', 80' Eigil Thielsen 17' Arne Sørensen 48' Walther Christensen 57' |       | 14' Odd Frantzen 25' Arne Brustad 41' Reidar Kvammen | Københavns Idrætspark, Kopenhagen Toeschouwers: 37.000 Scheidsrechter: Alfred Birlem (GER) |

|                                                                      |           |                                                      |           |                                                                              |
| 22 juni Vriendschappelijk № 139 «onderlinge duels» 19:15 uur (UTC+1) | Noorwegen | 0 – 4                                                | Duitsland | Ullevaalstadion, Oslo Toeschouwers: 29.100 Scheidsrechter: Ivan Eklind (SWE) |
| 22 juni Vriendschappelijk № 139 «onderlinge duels» 19:15 uur (UTC+1) |           | 14' Adolf Urban 57' Paul Janes 59', 70' Helmut Schön |           | Ullevaalstadion, Oslo Toeschouwers: 29.100 Scheidsrechter: Ivan Eklind (SWE) |

|                                                                                     |                   |       |                          |                                                                                   |
| 3 september Noords Kampioenschap 1937/47 № 140 «onderlinge duels» 17:00 uur (UTC+2) | Finland           | 1 – 2 | Noorwegen                | Olympisch Stadion, Helsink Toeschouwers: 8.729 Scheidsrechter: Rudolf Eklöw (SWE) |
| 3 september Noords Kampioenschap 1937/47 № 140 «onderlinge duels» 17:00 uur (UTC+2) | Pentti Eronen 63' |       | 7', 60' Torkild Andersen | Olympisch Stadion, Helsink Toeschouwers: 8.729 Scheidsrechter: Rudolf Eklöw (SWE) |

|                                                                                      |                                        |       |                                             |                                                                               |
| 17 september Noords Kampioenschap 1937/47 № 141 «onderlinge duels» 13:15 uur (UTC+1) | Noorwegen                              | 2 – 3 | Zweden                                      | Ullevaalstadion, Oslo Toeschouwers: 29.504 Scheidsrechter: Einer Ulrich (DEN) |
| 17 september Noords Kampioenschap 1937/47 № 141 «onderlinge duels» 13:15 uur (UTC+1) | Olav Navestad 8' (pen.) Harry Yven 84' |       | 19', 73' Arne Nyberg 81' Ragnar Lennartsson | Ullevaalstadion, Oslo Toeschouwers: 29.504 Scheidsrechter: Einer Ulrich (DEN) |

|                                                                                    |                                                                  |       |                     |                                                                                          |
| 22 oktober Noords Kampioenschap 1937/47 № 142 «onderlinge duels» 13:30 uur (UTC+1) | Denemarken                                                       | 4 – 1 | Noorwegen           | Københavns Idrætspark, Kopenhagen Toeschouwers: 27.000 Scheidsrechter: Ivan Eklind (SWE) |
| 22 oktober Noords Kampioenschap 1937/47 № 142 «onderlinge duels» 13:30 uur (UTC+1) | Svend Albrechtsen 6' Alex Friedmann 49' Pauli Jørgensen 68', 85' |       | 33' Knut Brynildsen | Københavns Idrætspark, Kopenhagen Toeschouwers: 27.000 Scheidsrechter: Ivan Eklind (SWE) |

NFF · A-internationals · Selecties · Bondscoaches · Noors vrouwenelftal · Olympisch elftal · Noorwegen U21 · Noorwegen U20 · Noorwegen U19 · Noorwegen U18 · Noorwegen U17 · Noorwegen U16 · Vrouwen U17
1908 – 1919 ·
1920 – 1929 ·
1930 – 1939 ·
1940 – 1949 ·
1950 – 1959 ·
1960 – 1969 ·
1970 – 1979 ·
1980 – 1989 ·
1990 – 1999 ·
2000 – 2009 ·
2010 – 2019 ·
2020 − 2029
EK 2000
WK 1938 ·
WK 1994 ·
WK 1998
OS 1912 · 
OS 1920 · 
OS 1936 · 
OS 1952 · 
OS 1984
1908 ·
1909 ·
1910 ·
1911 ·
1912 · 
1913 · 
1914 · 
1915 · 
1916 · 
1917 · 
1918 · 
1919 · 
1920 · 
1921 · 
1922 · 
1923 · 
1924 · 
1925 · 
1926 · 
1927 · 
1928 · 
1929 · 
1930 · 
1931 · 
1932 · 
1933 · 
1934 · 
1935 · 
1936 · 
1937 · 
1938 · 
1939 · 
1940 – 1944 · 
1945 · 
1946 · 
1947 · 
1948 · 
1949 · 
1950 · 
1952 · 
1952 · 
1953 · 
1954 · 
1955 · 
1956 · 
1957 · 
1958 · 
1959 · 
1960 · 
1961 · 
1962 · 
1963 · 
1964 · 
1965 · 
1966 · 
1967 · 
1968 · 
1969 · 
1970 · 
1971 · 
1972 · 
1973 · 
1974 · 
1975 · 
1976 · 
1977 · 
1978 · 
1979 · 
1980 · 
1981 · 
1982 · 
1983 · 
1984 · 
1985 · 
1986 · 
1987 · 
1988 · 
1989 · 
1990 ·
1991 · 
1992 · 
1993 · 
1994 · 
1995 · 
1996 · 
1997 · 
1998 · 
1999 · 
2000 · 
2001 · 
2002 · 
2003 · 
2004 · 
2005 · 
2006 · 
2007 · 
2008 · 
2009 · 
2010 · 
2011 · 
2012 · 
2013 · 
2014 · 
2015 · 
2016 · 
2017 · 
2018 ·
2019 ·
2020 ·
2021 ·
2022 ·
2023 ·
2024
Albanië ·
Argentinië ·
Armenië ·
Australië ·
Azerbeidzjan ·
Bahrein ·
België ·
Bermuda ·
Bosnië en Herzegovina ·
Brazilië ·
Bulgarije ·
China ·
Colombia ·
Costa Rica ·
Cyprus ·
Denemarken ·
DDR ·
Duitsland ·
Egypte ·
Engeland ·
Estland ·
Faeröer ·
Finland ·
Frankrijk ·
Georgië ·
Ghana ·
Gibraltar ·
Grenada ·
Griekenland ·
Guatemala ·
Honduras ·
Hongarije ·
Hongkong ·
Ierland ·
IJsland ·
Israël ·
Italië ·
Jamaica ·
Japan ·
Joegoslavië ·
Jordanië ·
Kameroen ·
Kazachstan ·
Koeweit ·
Kosovo ·
Kroatië ·
Letland ·
Litouwen ·
Luxemburg ·
Malta ·
Marokko ·
Mexico ·
Moldavië ·
Montenegro ·
Nederland ·
Nieuw-Zeeland ·
Nigeria ·
Noord-Ierland ·
Noord-Korea ·
Noord-Macedonië ·
Oekraïne ·
Oman ·
Oostenrijk ·
Panama ·
Paraguay ·
Polen ·
Portugal ·
Qatar ·
Roemenië ·
Rusland ·
Saarland ·
San Marino ·
Saoedi-Arabië ·
Schotland ·
Senegal ·
Servië ·
Servië en Montenegro ·
Singapore ·
Slovenië ·
Slowakije ·
Sovjet-Unie ·
Spanje ·
Thailand ·
Trinidad en Tobago ·
Tsjechië ·
Tsjecho-Slowakije ·
Tunesië ·
Turkije ·
Uruguay ·
Verenigde Arabische Emiraten ·
Verenigde Staten ·
Verenigd Koninkrijk ·
Wales ·
Wit-Rusland ·
Zuid-Afrika ·
Zuid-Korea ·
Zweden ·
Zwitserland
België · Bulgarije · Denemarken · Duitsland · Engeland · Estland · Finland · Frankrijk · Griekenland · Hongarije · Ierland · Israël · Italië · Joegoslavië · Letland · Litouwen · Luxemburg · Nederland · Noord-Ierland · Noorwegen · Oostenrijk · Polen · Portugal · Roemenië · Schotland · Spanje · Tsjecho-Slowakije · Turkije · Wales · Zweden · Zwitserland